# Гатчер
Гатчер (англ. Gutcher) — деревня в северо-восточной части острова Йелл в архипелаге Шетландских островов.

## География
Вблизи деревни в нескольких сотнях метров восточнее в проливе Блюмалл-Саунд находится остров Линга.

## История
Деревня была основана в 18-19 веках.

## Экономика
Паромная переправа связывает Гатчер с деревней Белмонт на юго-западе острова Анст и с деревней Хамарс-Несс на северо-западе острова Фетлар.
Автодорога «A968» ведёт через паромные переправы в деревню Харольдсуик на севере острова Анст и на остров Мейнленд на юге. Автодорога «B9082» ведёт на север в деревню Калливо.